# Salix annulifera
Salix annulifera — вид квіткових рослин із родини вербових (Salicaceae).

## Морфологічна характеристика
Це кущ до 50 см заввишки. Гілки прямовисні чи висхідні, міцні; молоді гілочки бурі, біло запушені, стають голими. Листкова пластина обернено-яйцеподібно-еліптична, 2–5(8) × 1.5–2.5(3.5) см, абаксіально (низ) світло-зелена й молодою сірувато-біло запушена а потім гола, адаксіально тьмяно-зелена й гола, край віддалено городчастий, верхівка тупо-округла; листкова ніжка до 1.5 см, запушена. Сережки кінцеві. Чоловічі сережки 2–4 см. Жіночі сережки ≈ 3.5 см, в плодах до 11 см.

## Середовище проживання
Південно-Центральний Китай (пн.-зх. Юньнань), Тибет. Населяє гірські схили й хащі; на висотах 3400–4100 метрів.